# Damgalnuna
Damgalnuna, Damkina (sum. ddam-gal-nun-na, tłum. wielka małżonka księcia; akad. ddamkina) – w mitologii mezopotamskiej małżonka boga Enki. W Lagasz i Ummie składano jej ofiary z ryb już w początkach okresu wczesnodynastycznego, jednak głównym ośrodkiem jej kultu było miasto Malgum. Być może pierwotnie była jedną z licznych bogiń matek, ale jako żona Enkiego uzyskała własną osobowość. W Enuma elisz – babilońskim micie o stworzeniu świata – Ea (Enki) i Damkina są rodzicami boga Marduka. Król Asyrii Aszurnasirpal II zbudował dla nich świątynię w Kalchu (współcz. Nimrud). Zwierzęciem Damkiny był lew. W astrologii łączono ją z gwiazdozbiorem nazywanym „Wóz Nieba” (Mała Niedźwiedzica).